# 노보리오 겐토쿠
노보리오 겐토쿠(일본어: 登尾 顕徳, 1983년 11월 30일 ~ )는 일본의 전 축구 선수이다.

## 구단 경력
과거 교토 상가 FC, 도쿠시마 보르티스, 기라반츠 기타큐슈에서 활동하였다.